# Schlingerkiel

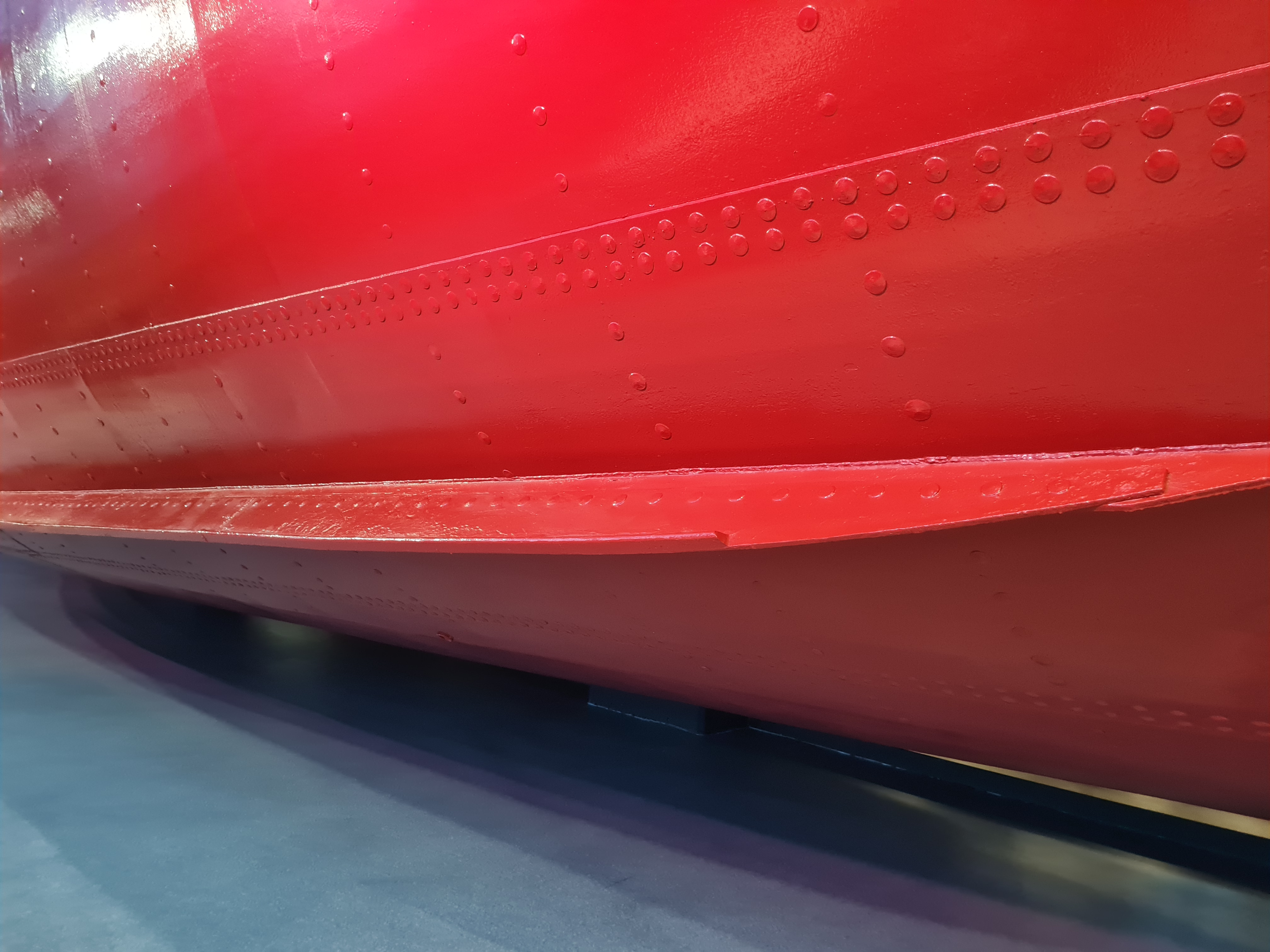
Schlingerkiel der MS Finnmarken

Schlingerkiele sind an beiden Seiten eines Schiffes fest angebrachte flache Stahlprofile, die das Rollen (Hin- und Herdrehen um die Längsachse)  des Schiffes dämpfen. Meist werden waagrecht auf den Rumpf aufgeschweißte Hollandprofile dafür verwendet. Die Schlingerkiele sind in der Position der Kimm, also dem Übergang des Schiffsbodens in die Seitenwände, angebracht. Sie verlaufen meist nur im Bereich des geraden Mittelschiffes und damit auch auf der größten Breite des Schiffsrumpfes.